# Henri-Marie Husson

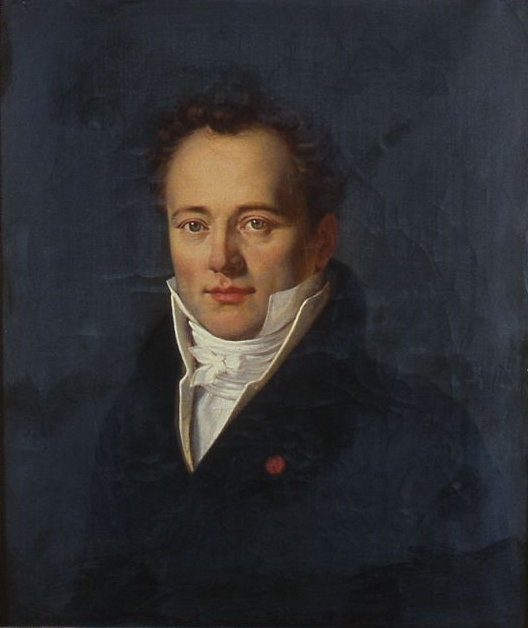
Henri-Marie Husson

Henri-Marie Husson (* 25. Mai 1772 in Reims; † 11. April 1853 in Paris) war ein französischer Arzt und Impfpionier.

## Leben und Wirken
Hussons Vater war Stellvertreter des ersten Wundarztes des Königs in Reims. Der Sohn besuchte in Paris zunächst das Collège de Laon, ab 1783 mit einem Stipendium das Collège Louis-le-Grand. Anschließend studierte er Chirurgie unter Desault und wurde Hilfschirurg („chirurgien sous-aide“, ab 1793 „chirurgien aide-major“) der französischen Armee in Belgien und in Holland. 1794 quittierte er den Dienst und studierte Medizin an der neuerrichteten „Ecole de santé“ in Paris. Hier erhielt er 1799 den medizinischen Doktorgrad und wurde als Hilfs-Bibliothekar angestellt.
Der nach dem Staatsstreich vom 18. Brumaire aus dem englischen Exil zurückgekehrte Duc de La Rochefoucauld-Liancourt führte 1800 zusammen mit dem Direktor der Pariser „Ecole de santé“, Michel-Augustin Thouret (1749–1810), die Pockenschutzimpfung nach englischem Vorbild in Frankreich ein. Dazu gründeten sie ein „comité de vaccine“, dem u. a. Jean-Nicolas Corvisart, Philippe Pinel, Jean Noël Hallé und François Chaussier (1746–1828) angehörten. Henri-Marie Husson wurde zum Sekretär dieses Komitees bestimmt, dessen Aufgabe es u. a. war, die Wirksamkeit der Pockenschutzimpfung zu überprüfen und zu dokumentieren. 1804 wurde durch den Innenminister Jean-Antoine Chaptal Hussons Sekretärfunktion auf das „comité central de vaccine“ übertragen. 1806 wurde Husson Arzt im Hôtel-Dieu, 1809 Arzt im Lycée impérial.

## Werke
- Essai sur une nouvelle doctrine des tempéraments. Thèse Paris 1799
- Recueil de mémoires, d’observations et d’expériences sur l’inoculation de la vaccine. Magimel, Paris 1801 (Digitalisat)
- Recherches historiques et médicales sur la vaccine. Gabon, Paris 1801. 2. Auflage, Paris 1801 (Digitalisat) 3. Auflage, Paris 1803 (Digitalisat)
- Traité des membranes en général et de diverses membranes en particulier. Richard, Paris 2. Auflage 1802 (Digitalisat) Neue Auflage Paris 1816 (Digitalisat)
- Rapport du comité central de vaccine, établi à Paris par la société des souscripteurs pour l’examen de cette découverte. (Autor des Textes: H. M. Husson). Richard, Paris 1803 (Digitalisat)
- Charles Poyen St. Sauveur (Übersetzer). Report on the magnetical experiments made by the commission of the royal academy of medecine, of Paris, read in the meetings of June 21 and 28 1831, by Mr. Husson. Hitchcock, Boston 1836 (Digitalisat)

## Ehrungen und Mitgliedschaften
- 1811 Chevalier de l’ordre de la Réunion, durch Napoléon ernannt, weil er dessen Sohn geimpft hatte.
- 1814 Mitglied der Légion-d’Honneur
- Mitglied der Académie royale de médecine